# Agrilus ribesi
Agrilus ribesi es una especie de insecto del género Agrilus, familia Buprestidae, orden Coleoptera.
Fue descrita científicamente por Schaefer, 1946.